# Douglas (Ostrov Man)
Douglas (mansky Doolish) je hlavní a největší město Ostrovu Man. Žije zde 26 218 obyvatel (stav 2006, v roce 2001 25 347). Město se nachází na východě Ostrova Man, na soutoku řek Dhoo a Glass, které městem protékají a tvoří tak řeku Douglas, která se následně vlévá do Douglaského zálivu. Na severovýchod a severozápad od města se rozléhá pohoří. Ve městě je významný přístav a sídlí zde nejvyšší soud a vláda Ostrova Man. V blízkosti Douglasu se nachází města Onchan (tvořící s Douglasem konurbaci) a Union Mills.